# Oxsta
Oxsta är en by söder om Kovland i Sundsvalls kommun. Från 2015 avgränsar SCB här en småort.